# Guinea-Bissaus regioner
Guinea-Bissau är indelat i åtta regioner (singular: região, plural: regiões) och en autonom sektor (sector autónomo). Regionerna är i sin tur indelade i 37 sektorer.
| Region         | Huvudstad | Yta (km²) | Invånare (2005) | Kaart                   |
| -------------- | --------- | --------- | --------------- | ----------------------- |
| Bafatá         | Bafatá    | 5981      | 186.252         | Guinea-Bissaus regioner |
| Biombo         | Quinhámel | 839       | 64.154          | Guinea-Bissaus regioner |
| Bissau         | Bissau    | 77        | 371.667         | Guinea-Bissaus regioner |
| Bolama-Bijagós | Bolama    | 2624      | 28.043          | Guinea-Bissaus regioner |
| Cacheu         | Cacheu    | 5174      | 166.158         | Guinea-Bissaus regioner |
| Gabú           | Gabú      | 9150      | 182.063         | Guinea-Bissaus regioner |
| Oio            | Farim     | 5404      | 181.018         | Guinea-Bissaus regioner |
| Quinara        | Buba      | 3183      | 52.916          | Guinea-Bissaus regioner |
| Tombali        | Catió     | 3736      | 93.769          | Guinea-Bissaus regioner |